# Gustav Schorsch
Gustav Schorsch (geboren am 29. Januar 1918 in Horschitz, Österreich-Ungarn; gestorben im Januar 1945 im KZ Fürstengrube, Deutsches Reich) war ein tschechischer Schauspieler, Übersetzer und Rezitator.

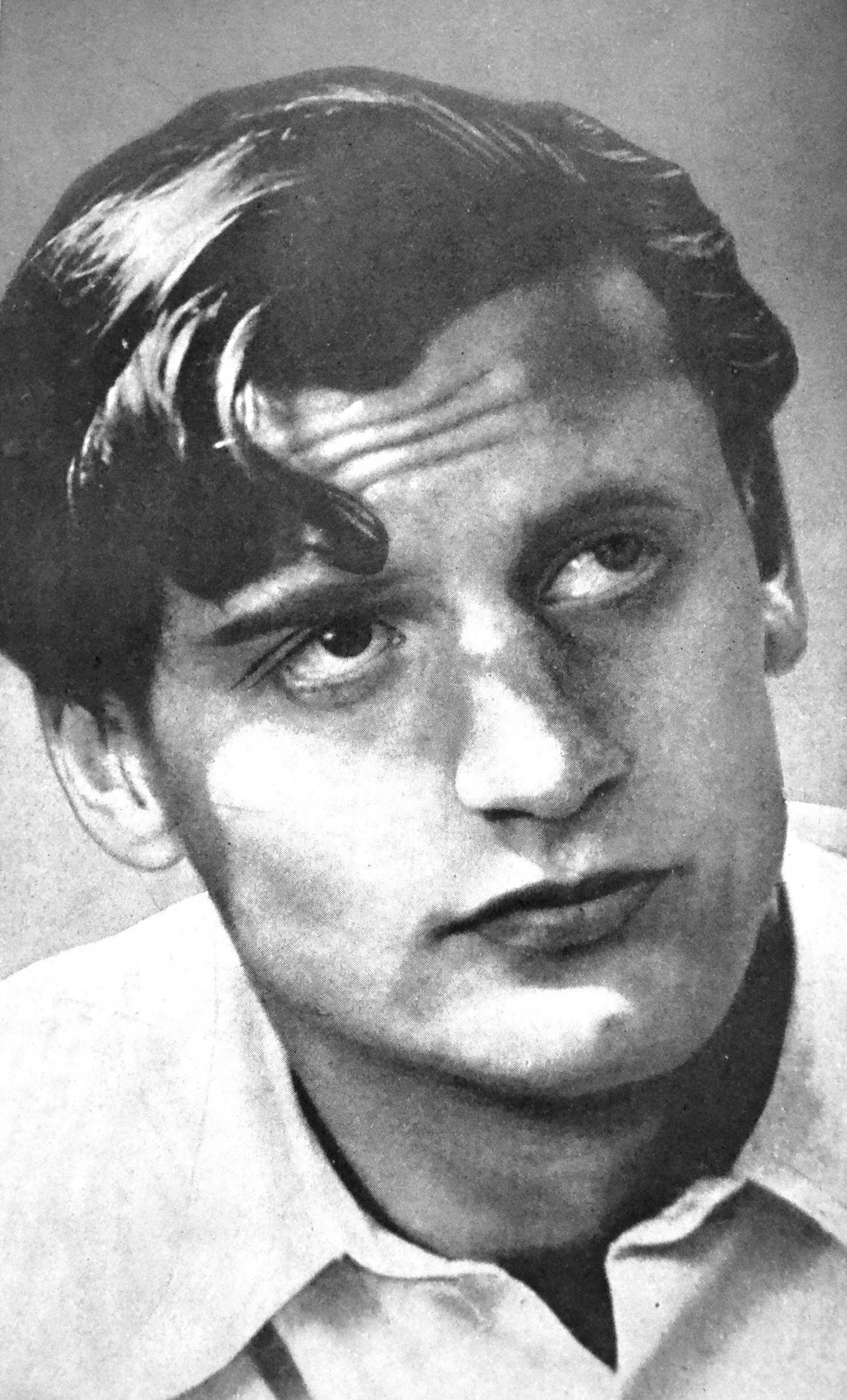
Gustav Schorsch, 1942

## Leben
Das jüngste von drei Kindern eines Textilhändlers stand bereits als Vierzehnjähriger mit einer Schülerrolle in einem Kinofilm (Vor der Matura, 1932) vor der Kamera. Im Alter von 17 Jahren leitete Gustav Schorsch an seiner Prager Realschule einen Rezitationskreis, der vor anderen Schulen der tschechoslowakischen Hauptstadt in einem Wettbewerb den Preis der „Gesellschaft der Freunde alter Kultur“ gewann. Anschließend erhielt Schorsch seine künstlerische Ausbildung am tschechischen Nationaltheater Prags und studierte an der dortigen Karls-Universität Philosophie. Er studierte Dichterabende ein und veranstaltete Lesungen.  Außerdem spielte Schorsch schon in seinem ersten Jahr am Konservatorium Bühnenrollen. Er adaptierte Thomas Manns Tonio Kröger für den Rundfunk und übernahm 1939 kleinere reguläre Rollen am Prager Nationaltheater, wo er unter der Leitung des Regisseurs Karel Dostal eine Leseaufführung von Goethes Faust vorbereitete. Außerdem war Schorsch an der Gründung der ebenfalls in Prag gelegenen Avantgarde-Bühne D 99 beteiligt. Die sogenannte Zerschlagung der Rest-Tschechei durch die deutsche Wehrmacht zerstörte Hoffnungen auf die Fortsetzung einer Bühnenlaufbahn. Fortan blieben Schorsch Vorlesungen und Theaterauftritte verwehrt, und er konnte nur noch an Lesungen im privaten Kreis teilnehmen.
Im Juni 1941 verpflichteten ihn die Besatzungsbehörden als Zwangsarbeiter nach Lípa. Am 22. Dezember 1942 wurde der jüdische Künstler in das Ghetto Theresienstadt deportiert, wo er sich weiterhin künstlerisch betätigte: als Schauspieler (er bereitete mehrere Rezitationsfolgen vor) ebenso wie als Regisseur (so 1943 beim philosophisch-allegorischen Drama Die Marionetten und im Jahr darauf bei Nikolai Gogols Die Heirat). „Unter Schorsch, der paradoxerweise erst hier im Ghetto seine Vorstellungen vom Theater verwirklichen konnte, und seiner konsequenten und anspruchsvollen Regieführung,  erzielten die Interpreten (durchweg Amateure) beachtliche schauspielerische Leistungen“. Andere Projekte wurden durch eine weitere Zwangsverlegung schlagartig zunichtegemacht: Am 16. Oktober 1944 wurde Gustav Schorsch in das KZ Auschwitz deportiert. Als dieses im Januar 1945 angesichts der nahenden Roten Armee geräumt wurde, musste Schorsch einen Todesmarsch in das Nebenlager Fürstengrube, eine Bergwerksanlage, antreten. Dort wurde er wenig später exekutiert. IMDb nennt als Todestag den 27. Februar 1945, was allerdings von keiner anderen Quelle bestätigt wird. Schorschs ältere Geschwister Karel (Jahrgang 1911) und Julie (Jahrgang 1913) überlebten den Holocaust, während sein Vater im Alter von 67 Jahren und seine Mutter Johanna im Alter von 60 Jahren beide im Oktober 1942 in Treblinka ermordet wurden.